# Myripristis pralinia
Myripristis pralinia är en fiskart som beskrevs av Cuvier 1829. Myripristis pralinia ingår i släktet Myripristis och familjen Holocentridae. IUCN kategoriserar arten globalt som livskraftig. Inga underarter finns listade i Catalogue of Life.